# Paris-Roubaix juniores
A Paris Roubaix juniores ou Le Pavé de Roubaix é uma corrida de ciclismo francesa criada em 2003 que se desenvolve ao mês de abril, em prelúdio da clássica Paris-Roubaix. Organizada pelo Velo-Club de Roubaix, põe em concorrência unicamente os corredores juniores (17/18 anos) e faz parte do Copa das Nações UCI Juniores.

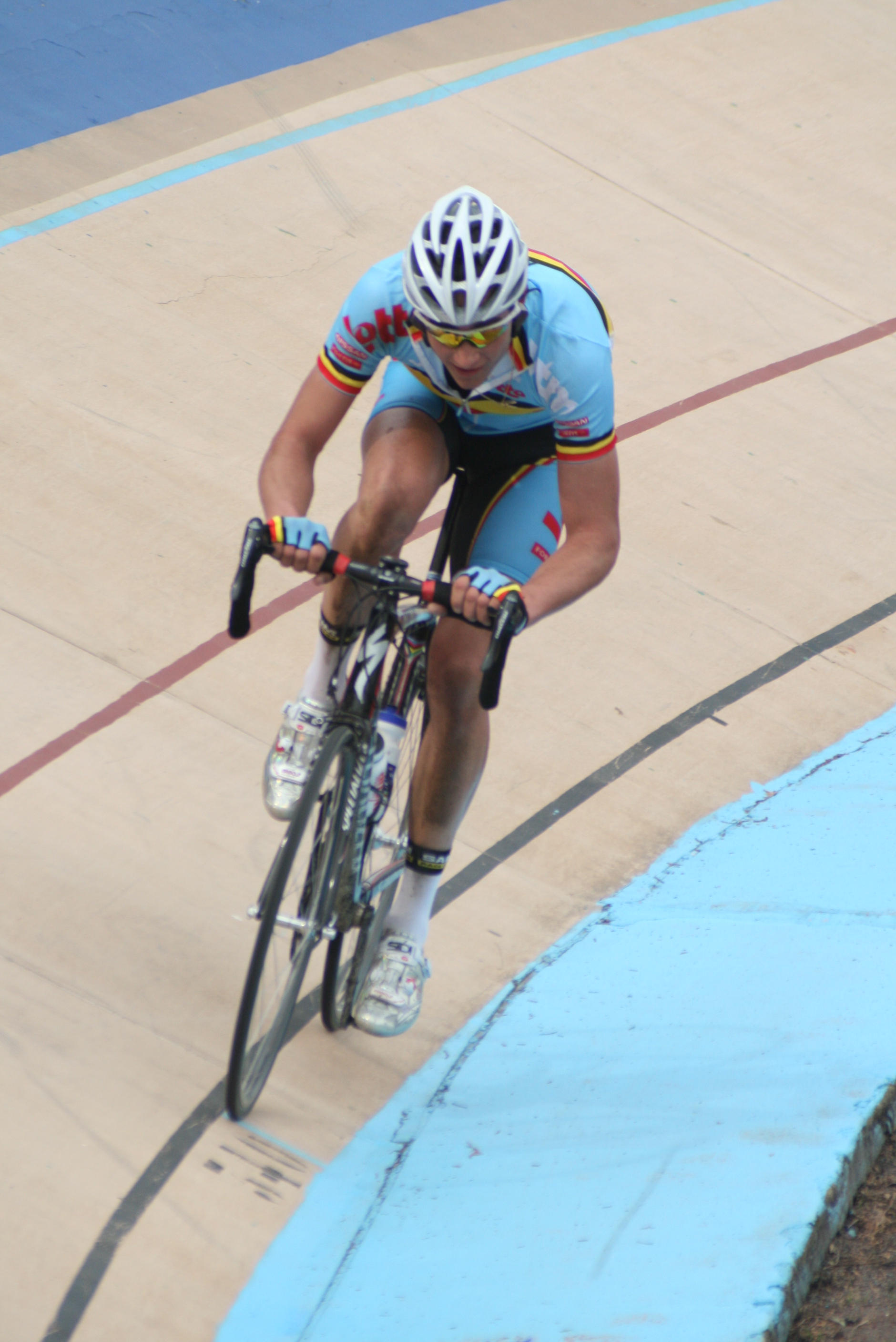
Guillaume Van Keirsbulck durante a sua vitória em 2009

## História
O Pavé de Roubaix foi criado em 2003 numa ideia do director desportivo da equipa Juniores do VC Roubaix John Malaise. Organizado pelo Bicicleta Clube de Roubaix, tem lugar em prelúdio de Paris-Roubaix esperanças e figura em categoria 1.14 (calendário nacional da Federação Francesa de Ciclismo). Esta primeira edição foi vencida por Anthony Merluza (ESEG Douai), ante David Deroo. Como consequência da parada da Paris-Roubaix BTT, o Pavé de Roubaix foi disputado a partir de 2004 em prelúdio da Paris-Roubaix.
Em 2005, o Pavé de Roubaix integra o calendário internacional, com categoria 1.8. Um acordo com a Amaury Sport Organisation permite tomar o nome de Paris Roubaix juniores. Em 2008, a corrida integra a Copa das Nações UCI sub-23. É disputada em aproximadamente 110 quilómetros, com uma trintena em sectores empedrados chamados de pavé. Trata-se de uma das corridas mais prestigiosas da categoria.
Em fevereiro de 2019, o corredor John Degenkolb, vencedor da Paris Roubaix em 2015, lança uma campanha de donativos para recolher os 10 000 euros necessários para organizar a Paris Roubaix juniores, ameaçada de anulação. Degenkolb faz um donativo de 2 500 € e o dinheiro necessário e recolhido num dia, enquanto os fundos adicionais estão destinados a financiar as futuras edições da corrida e devem ser utilizados pelos "Amigos de Paris Roubaix", uma associação de voluntárias que procuram manter em bom estado os sectores empedrados da clássica. Na honra do corredor alemão, o Troféu John Degenkolb recompensa desde de 2019 o melhor corredor da corrida nas pavés. O sector pavé de Hornaing a Wandignies-Hamage, a prova com maior distância da prova profissional, é afamado sector John Degenkolb a partir de 2020 Serve igualmente de primeiro sector pavé para a prova de juniores.
A edição de 2020 foi anulada devido à pandemia de doença a coronavirus.

## Palmarés

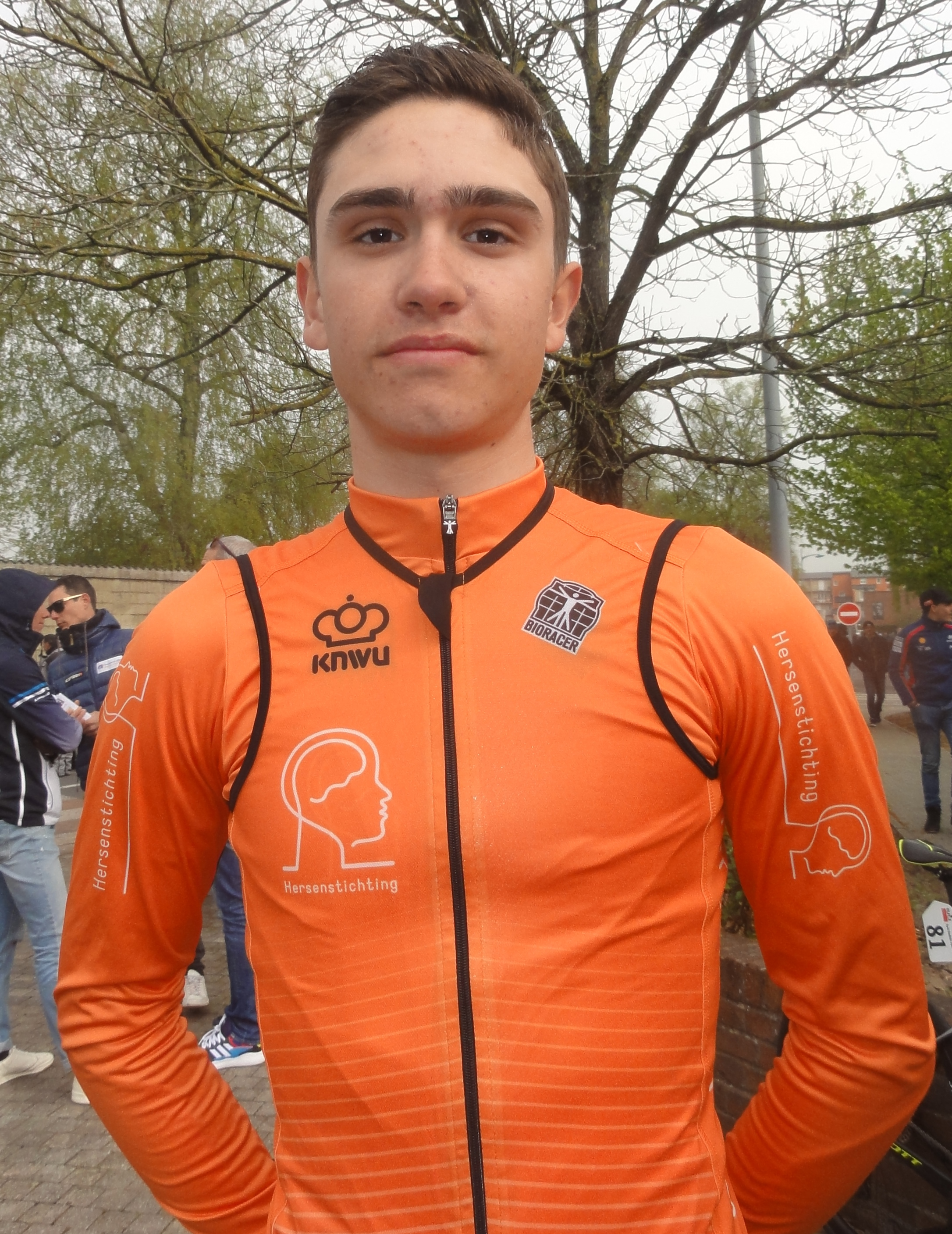
Hidde van Veenendaal durante a saída da edição de 2019

| Ano  | Ganhador                 | Segundo              | Terceiro                 |
| ---- | ------------------------ | -------------------- | ------------------------ |
| 2003 | Anthony Merluza          | David Deroo          | Bram Wind                |
| 2004 | Geraint Thomas           | Ian Stannard         | Toon De Clercq           |
| 2005 | Michael Bär              | Klaas Lodewyck       | Jérôme Baugnies          |
| 2006 | Raymond Kreder           | Dries Ingels         | Sven Vandousselaere      |
| 2007 | Fabien Taillefer         | Jens Debusschere     | Paolo Locatelli          |
| 2008 | Andrew Fenn              | Peter Sagan          | Étienne Fedrigo          |
| 2009 | Guillaume Van Keirsbulck | Arnaud Démare        | Barry Markus             |
| 2010 | Jasper Stuyven           | Daniel McLay         | Lawson Craddock          |
| 2011 | Florian Sénéchal         | Alexis Gougeard      | Maarten van Trijp        |
| 2012 | Mads Würtz Schmidt       | Anthony Turgis       | Jonathan Dibben          |
| 2013 | Mads Pedersen            | Nathan Van Hooydonck | Tao Geoghegan Hart       |
| 2014 | Magnus Bak Klaris        | Casper Pedersen      | Enzo Wouters             |
| 2015 | Bram Welten              | Pascal Eenkhoorn     | Stan Dewulf              |
| 2016 | Jarno Mobach             | Nils Eekhoff         | Tanguy Turgis            |
| 2017 | Thomas Pidcock           | Daan Hoole           | Mathias Larsen           |
| 2018 | Lewis Askey              | Samuele Manfredi     | Mattias Skjelmose Jensen |
| 2019 | Hidde Van Veenendaal     | Hugo Toumire         | Lars Boven               |

## Vitórias por países
| Vitórias | Países                      |
| -------- | --------------------------- |
| 4        | Reino Unido · Países Baixos |
| 3        | Dinamarca · França          |
| 2        | Bélgica                     |
| 1        | Suíça                       |